# CanaBrava do Norte
CanaBrava do Norte är en kommun i Brasilien.   Den ligger i delstaten Mato Grosso, i den centrala delen av landet, 700 km nordväst om huvudstaden Brasília. Antalet invånare är 4 767.
Omgivningarna runt CanaBrava do Norte är huvudsakligen savann. Trakten runt CanaBrava do Norte är nära nog obefolkad, med mindre än två invånare per kvadratkilometer.